# Синхитрий внутриживущий
Синхи́трий внутриживу́щий (лат. Synchýtrium endobióticum) — вид патогенных грибов, являющийся внутриклеточным облигатным паразитом, возбудитель т. н. рака картофеля, проявляющегося в образовании на клубнях вначале белых, затем желтоватых, наконец коричневых или чёрных наростов, возникающих из клубневых почек — «глазков». После созревания наросты сгнивают, превращаясь в бурую слизистую жидкость с сильно выраженным неприятным запахом. Известны также листовидная, паршеобразная и гофрированная формы рака. Из культурных растений поражает только картофель, в меньшей степени — другие растения рода Solanum, Hyoscyamus, Lycium, Nicotiana, Physalis и Datura из семейства Пасленовые. Является фактором значительного снижения урожайности этой важной культуры, из-за чего включён в список карантинных заболеваний в 55 странах мира.

## Описание
Поражает все органы растения-хозяина, кроме корней. Заболевание проявляется в виде наростов различной формы на клубнях, корневой шейке, столонах, ростках. Иногда признаки заболевания можно обнаружить на стеблях, листьях и цветках. В цикле развития патогена присутствуют одноклеточные, одножгутиковые зооспоры, выходящие из покоящихся (зимних) зооспорангиев, служащие для заражения растения хозяина; летние зооспорангии с однослойной тонкой оболочкой, которые появляются после того, как зооспоры попадут в восприимчивые клетки растения и образуют сорус (5-7 многоядерных, покрытых собственными оболочками клеток — летних зооспорангиев с многочисленными зооспорами, которые служат для распространения патогена в течение вегетационного периода (бесполый цикл размножения гриба)); зимние зооспорангии с трехслойной оболочкой, образующиеся после копуляции двух зооспор (половой цикл размножения гриба) и служащие для сохранения патогена. Зимние зооспорангии благодаря плотным оболочкам могут более 30 лет находиться в почве в покоящемся состоянии, не теряя жизнеспособности.

## История
В Европу гриб предположительно был завезён с посадочным материалом картофеля из Южной Америки (Перу).
Впервые был обнаружен в 1888 году в Горняни (Словакия) и как болезнь был описан Карлом Шильберским (нем. Karl Schilbersky) в 1896 году. Затем было установлено, что он был отмечен более чем на 30 лет ранее на территории Англии и Шотландии.

## Распространённость
В настоящее время заболевание регистрируется практически во всех регионах культивирования картофеля, за исключением крайних северных и южных районов. Встречается локально на территории почти всех европейских стран. Очень ограниченно присутствует в Северной и Южной Америке, Африке, Азии, Новой Зеландии.
Известно около 18 патотипов, но большая часть из них не встречается за границами Центральной Европы.
На территории России первые очаги заболевания были зарегистрированы в Ленинградской области в 1940 году общей площадью заражения 1,4 га.

## Рак картофеля
До образования типичных наростов заболевание проявляется в виде слабо выраженной «опухоли» и обесцвечивания пораженных мест, хорошо заметно на клубнях с окрашенной кожурой и несколько слабее на клубнях со светлой. При поражении столонов клубни не образуются, но столоны продолжают свой рост и на них образуется цепочка из 4-5 наростов. На стеблях наросты появляются чаще всего около корневой шейки, на листьях — в пазухах, гораздо реже — на собственно листовых пластинках. Иногда при одностороннем заражении оси побега происходит искривление стебля. Наросты представляют собой разросшиеся ткани, в клетках которой находится возбудитель болезни и запасы крахмала. Сперва наросты светлого цвета, затем буреют, а иногда становятся даже чёрными. Поверхность их неровная, бугристая и внешне напоминает соцветия цветной капусты. Размеры наростов могут быть различными — от величины небольших горошин до размеров, превышающих клубень. На наростах пробковая ткань не образуется, в связи с чем под влиянием влаги, содержащейся в почве, и деятельности различных сапрофитных микроорганизмов они разрушаются. Были также описаны ещё три формы проявления рака картофеля: листовидная, паршевидная и гофрированная. Они возникают под воздействием неблагоприятных климатических условий. Листовидные наросты образуются в результате разрастания чешуек в виде мясистых листочков с плохо заметным жилкованием. При сильном развитии подобные наросты напоминают раскрывшиеся сосновые шишки. Паршевидная форма проявляется на клубнях в виде появления язв либо корок из гипертрофической ткани. Поражённые клубни приобретают своеобразную морщинистость с наплывами и углублениями.
Обычно осенью в тканях наростов появляются зимние зооспорангии (покоящиеся споры), имеющие трехслойную оболочку. Они имеют округлую форму, золотисто-жёлтый или жёлто-коричневый цвет, 50-80 мкм в диаметре. После зимы в них образуются зооспоры, имеющие один жгутик, при помощи которого они способны активно передвигаться. Зооспоры проникают в ткани растений (глазки, листостеблевые почки), где затем теряют жгутик и образуют вегетативные тела — просорусы. Просорус, сохраняя свою одноядерность, разрастается, а затем в пораженных клетках растения-хозяина образуются опухолевидный отросток — сорус. Из просоруса в сорус переходят протоплазма и ядра, которые сразу же многократно делятся. Сорус покрывается новой оболочкой, а его содержимое разделяется на 4-9 многоядерных участков — зооспорангиев, в которых образуется от 200 до 300 одножгутиковых зооспор. При наличии влаги зооспоры выходят из зооспорангиев и заражают растения. Один цикл развития гриба длится 10-12 дней. За время вегетационного периода гриб может давать несколько поколений. Параллельно с летним развитием гриба в тканях растений также закладываются и зимние споры, образованные от предшествующего слияния двух зооспор, возникающих из летних амёбоидов. В копуляции принимают участие зооспоры, которые вышли из различных зооспорангиев. Слившиеся зооспоры не утрачивают своих жгутиков и подвижности к проникновению в ткани растений.
Зимние споры прорастают только лишь после периода покоя, который длится не менее 70 дней. Отдельные покоящиеся споры могут прорастать даже через 10-13 лет и более, что особенно затрудняет защиту картофеля от болезни. Зимние споры отличаются высокой устойчивостью к неблагоприятным абиотическим факторам окружающей среды.
Зимние споры на протяжении суток способны выдерживать температуру +83°С и в течение часа +100°С. Развитие покоящихся спор находится в прямой зависимости от наличия влаги, температурных условий и наличия кислорода. Некоторые из спор способны прорастать при влажности почвы от 30 до 95 %. Оптимальной является влажность 60-80 %. Температура прорастания находится в пределах от +5 до +24°С (оптимальная +15-+18°С). Особенно чувствителен возбудитель на наличие кислорода. При небольшой его доступности зимние споры не могут прорастать, но при этом не теряют жизнеспособности, находясь в состоянии анабиоза. Развитие наблюдается при pH 3,9 — 8,5.
Основным источником инфекции являются заражённые клубни и заражённая почва. Распространяется возбудитель преимущественно с клубнями, корнеплодами и луковицами, которые выросли на участках с заражённой почвой. К овощам могут прилипать комочки грунта, в которой имеются покоящиеся споры. Возможно также распространение гриба с навозом, так как покоящиеся споры остаются жизнеспособными, пройдя через пищеварительную систему животных. Сельскохозяйственный инвентарь, тара, в которой хранились или транспортировались клубни из заражённых территорий, также могут быть источником распространения возбудителя рака картофеля.